# Вайлдер Пенфілд
Ва́йлдер Грейвс Пе́нфілд (англ. Wilder Graves Penfield; 25 січня 1891, Спокен — 5 квітня 1976, Монреаль) — канадський нейрохірург американського походження, письменник.

## Біографія
Народився в місті Спокен, штат Вашингтон.
Після стажування в Гарвея Кушинга працював в неврологічному інституті у Нью-Йорку. Там Пенфілд почав проводити перші операції з метою вилікувати епілепсію. У 1921—1928 роках працював у Колумбійському університеті й водночас практикував хірургію в неврологічному інституті. У Нью-Йорку відбулось знайомство Пенфілда з Девідом Рокфеллером, який дав згоду проспонсорувати інститут для вивчення хірургічного лікування епілепсії. Але через скептичне відношення з боку колег, Пенфілд переїхав до Монреалю. 

У 1934 Пенфілд став засновником та першим директором Монреальського неврологічного інституту, який було створено на гроші з фонду Рокфеллера. Упродовж 1965-1968 років він займав пост президента інституту сім'ї.
Іноземний член Лондонського королівського товариства, Американської академії мистецтв і наук.
Помер Пенфілд в Монреалі 5 квітня 1976 року від раку шлунка. 

## Наукова діяльність
Багато часу та уваги Пенфілд приділяв хірургічному лікуванню епілепсії. Його метод лікування полягав у деструкції тих ділянок кори головного мозку, в яких відбувалась спазматична активність. Разом з електрофізіологом Гербертом Джаспером він розробив метод: під час операції на відкритому мозку проводиться електростимуляція різних його ділянок. Це давало можливість більш точно визначити епіцентр епілепсії. При цьому пацієнти були при свідомості й словесно описували відчуття. Ці дані фіксувались а потім ретельно аналізувались.
Отриману в результаті таких операцій інформацію Пенфілд використав для створення карти кори головного мозку. Він зміг узагальнити картографічно сенсорні та моторні ділянки кори мозку людини, а також вперше визначив ті частини, що відповідають за мовлення. Крім того, Пенфілд зміг з допомогою електростимуляції визначити ділянки, активація яких відбувалась разом з активацією м'язів людини а також різних органів. Для кращого розуміння пропорцій цих ділянок Пенфілд створив «Гомункулуса» (його ще називають терміном «Гомункулус Пенфілда») — скульптуру чоловічка, в якій на тілі зберігаються ті ж самі пропорції, що є в корі головного мозку. Пальці рук, губи та язик у цій скульптурі значно більші, ніж ноги та тулуб, адже на них значно більше нервових закінчень й їхня активність активізує пропорційно більшу частину кори головного мозку.

## Пам'ять
- Ім'я Пенфілда занесено до залу слави канадської медицини у 1994 році.
- Його іменем назване авеню в Монреалі.
- На честь Вайлдера Пенфілда письменник Філіп Дік у своєму науково-фантастичному романі «Чи мріють андроїди про електричних овець?» назвав прилад — адаптер настрою «Пенфілд».[7]